# Jernvallen
Jernvallen, byggd 1938, då Europas modernaste idrottsanläggning, är en idrottsplats i Sandviken i Sverige med bland annat anläggningar för bandy, fotboll, innebandy, handboll, badminton, ishockey, tennis, minigolf, bowling och konståkning. Under Fotbolls-VM 1958, när fotbollsplanen höll två matcher (Ungern-Wales samt Ungern-Mexiko), var kapaciteten 20 000, men numera är den reducerad till 2 400. Jernvallen är den nordligaste arenan man spelat VM-fotboll på.
Jernvallen är hemmaplan för Sandvikens AIK i bandy & fotboll och Sandvikens IF i fotboll.
Publikrekord för fotboll:
- 20 288 åskådare på matchen mellan Sandvikens IF och IFK Norrköping 1957.

Publikrekord för bandy:
- 5 880 betalande åskådare på matchen mellan Sandvikens AIK och Vetlanda BK 1988.

Bandybanan blev konstfryst 1973.
Jernvallen brukar med jämna mellanrum utses till bästa bandyarena när spelarna får bestämma. Detta inträffade säsongerna 1994-1995, 1995-1996, 1996-1997 och 1997-1998.
Sedan 2006 finns även en inomhusbana för cykling i källaren på Jernvallen.
Den 12 oktober 2006 enades de tre Göranssonska fondstiftelserna i Sandviken (Albert och Anna Göranssons minnesfond, Göranssonska fonden och Sigrid Göranssons stiftelse) att de finansierar bygget av bandyhallen Göransson Arena, med plats för 3 200 sittplatser och 800 ståplatser. Göransson Arena invigdes den 30 maj 2009.

### Fotnoter
1. ↑  ”VSK Forum”. 6 juli 1998. http://www.vskforum.com/vsk.nu/bmots_98.html. Läst 15 oktober 2011.